# Walter Olmos
Walter Olmos (San Fernando do Vale de Catamarca, Argentina, 21 de abril de 1982 — Buenos Aires, Argentina, 8 de setembro de 2002) foi um cantor argentino de quarteto. 
Era considerado o sucessor de Rodrigo, outro cantor de quarteto falecido dois anos antes que ele, em 24 de junho de 2000. Foi com este que estreou profissionalmente.

## História
Com Rodrigo realizou vários shows em bailantes de Capital Federal e a Costa Atlántica. Com o tema Pelo que eu te quero (original de Chema Purón, cantor, compositor e produtor espanhol.), Walter fez uma adaptação (tomando a adaptação de Graciosa Jiménez do tema original de Chema Purón) e transformando-o em quarteto.

### Consagração
Daquele tema e de seu primeiro trabalho chamado A puro sangue, Olmos conseguiu vender em poucas semanas a cifra de 150.000 discos, algo incomum num cantor de quarteto. Por este motivo  foi apelidado como A locomotora catamarqueña.
Já consagrado como cantor, Walter produziu mais dois discos, os quais foram um sucesso, ficando como um dos poucos expoentes da movida quartetera, já que dois anos antes tinha falecido Rodrigo, seu sucessor.

### Morte
Uns meses antes de seu fatal incidente, protagonizou um acidente com seu 4x4 nas ruas de sua cidade natal, Catamarca, salvando sua vida.
A madrugada do 8 de setembro de 2002, Walter junto a uns amigos estava a festejar o último concerto e num confuso episódio tirou-se a vida disparando-se um tiro na cabeça. Disse-se que estava brincando com um arma calibre 22 carregada com uma bala de calibre 38, a mesma se foi desgastando das reiteradas vezes que gatilhou até que a bala se disparou. .

## Discografia

### Álbuns de estudo
| Álbum                 | Ano  | Discográfica |
| --------------------- | ---- | ------------ |
| A puro sangue         | 2000 | Leader Music |
| De Catamarca ao mundo | 2001 | Leader Music |
| A Locomotora          | 2001 | Leader Music |
| De colecção           | 2002 | Magenta      |